# Sabri al-Asali
Sabri al-Asali, arab. ‏صبري العسلي‎ (ur. 1903, zm. 13 kwietnia 1976) – syryjski polityk, trzykrotny premier Syrii w latach 1954 i 1955 oraz ponownie od 1956 do 1958.

## Życiorys

### Wczesna działalność
Pochodził z zamożnej rodziny właścicieli ziemskich z Damaszku. W 1925 ukończył studia prawnicze na Uniwersytecie Damasceńskim. Znaczący wpływ miał na niego wuj, Szukri al-Asali, deputowany do parlamentu Imperium Osmańskiego i uczestnik arabskiego ruchu niepodległościowego. Brał udział w zbrojnym powstaniu Arabów syryjskich przeciwko ustanowieniu mandatu francuskiego w Syrii, za co w 1926 został zmuszony do wyjazdu do Arabii Saudyjskiej. Jej władca, król Abd al-Aziz ibn Su’ud, zatrudnił go jako doradcę. W Ar-Rijadzie poznał innego syryjskiego działacza niepodległościowego, Szukriego al-Kuwatliego. Razem wrócili do Damaszku w 1932, gdy francuskie władze mandatowe ogłosiły amnestię powszechną. Al-Asali otworzył w stolicy Syrii praktykę prawniczą.

### Działalność w okresie mandatu francuskiego
W sierpniu 1933 należał do założycieli Ligi Akcji Narodowej, arabskiej organizacji stawiającej sobie za cel walkę z zachodnią obecnością na Bliskim Wschodzie i utworzenie jednego państwa arabskiego. Al-Asali został jej pierwszym sekretarzem generalnym, był również aktywnym publicystą, piszącym na łamach oficjalnego pisma organizacji. Gdy w 1936 ukonstytuował się syryjski Blok Narodowy, Szukri al-Kuwatli skłonił al-Asaliego do wstąpienia do niego i umożliwił mu start w wyborach parlamentarnych z list Bloku. Al-Asali zdobył mandat, zaś w 1943 - reelekcję. W marcu 1945 został ministrem spraw wewnętrznych Republiki Syryjskiej, zaś w sierpniu 1945, po rekonstrukcji gabinetu, objął stanowisko ministra sprawiedliwości i edukacji. We wrześniu tego samego roku nowy premier Syrii Sad Allah al-Dżabiri ponownie powierzył mu obowiązki ministra sprawiedliwości i edukacji. Również w 1945 al-Asali brał udział w szczycie założycielskim Ligi Państw Arabskich.

### W niepodległej Syrii
Wszedł również do pierwszego rządu niepodległej Syrii w 1946; był w nim ministrem spraw wewnętrznych i pozostał nim do listopada 1946. W roku następnym w Bloku Narodowym doszło do rozłamu na konkurujące ze sobą Partię Narodową i Partię Ludową. Sabri al-Asali został sekretarzem generalnym tej pierwszej.
W 1948 premier Dżamil Mardam po raz czwarty powołał Sabriego al-Asaliego na stanowisko ministra spraw wewnętrznych. W tym charakter al-Asali był odpowiedzialny za utrzymanie porządku w kraju podczas gwałtownych protestów, jakie wybuchły po klęskach Syryjczyków w wojnie z Izraelem. Na jego polecenie aresztowanych zostało wielu liderów syryjskiej lewicy, szczególnie silnie występującej przeciwko rządowi i prezydentowi al-Kuwatliemu. Gdy podczas manifestacji antyrządowych doszło do zamieszek, al-Asali skierował na ulice wojsko. Niepopularny wśród protestujących, w 1948 wyszedł cało z kilku zamachów na swoje życie.
Po zamachu stanu przeprowadzonym w marcu 1949 przez szefa sztabu armii syryjskiej Husniego az-Za’ima wszystkie działające w Syrii partie zostały zdelegalizowane. Al-Asali odmówił współpracy z nowym rządem i został umieszczony w areszcie domowym. Odzyskał wolność po kolejnym zamachu stanu, który w sierpniu 1949 przeprowadził Sami al-Hinnawi, jednak nie powrócił do życia publicznego. Początkowo prowadził również żadnej aktywności politycznej za autorytarnych rządów Adiba asz-Sziszakliego, następnie jednak zaczął działać w opozycyjnej grupie polityków przebywających w Hims, planujących obalenie rządów wojskowych i przywrócenie demokratycznego porządku. Z tego powodu na krótko trafił do aresztu.
W lutym 1954 rząd asz-Sziszaklego został obalony, a nowym prezydentem Syrii został Haszim al-Atasi. Powierzył on al-Asaliemu misję utworzenia nowego rządu. W czasie sprawowania przez niego obowiązków, w 1955, szef sztabu armii syryjskiej Adnan al-Maliki został zamordowany przez zamachowca należącego do Syryjskiej Partii Socjal-Nacjonalistycznej. Aby zapewnić sobie poparcie wpływowych oficerów, al-Asali zdelegalizował całą organizację i aresztował jej przywódców. W 1956 został po raz trzeci premierem Syrii. Był to rząd koalicyjny, do którego weszli politycy Partii Ludowej oraz socjalistycznej partii Baas. Rok wcześniej, w znacznej mierze dzięki jego pomocy, Szukri al-Kuwatli odniósł zwycięstwo w wyborach prezydenckich.

### Zjednoczona Republika Arabska i ostatnie lata działalności publicznej
W miarę wzrostu popularności prezydenta Egiptu Dżamala Abdel Nasera w świecie arabskim, al-Asali stawał się zwolennikiem jego koncepcji i orędownikiem sojuszu syryjsko-egipskiego. Podczas kryzysu sueskiego przyczynił się do szerzenia haseł naserowskich w Syrii. Popierał koncepcję utworzenia Zjednoczonej Republiki Arabskiej (ZRA) i po jej proklamowaniu, 1 lutego 1958, został jej wiceprezydentem. Musiał jednak odejść ze stanowiska, oskarżony o przyjmowanie korzyści finansowych od obcego państwa (chodziło o okres 1951-1954, gdy syryjska opozycja otrzymywała fundusze z Iraku). W 1960 al-Asali był już zdecydowanym krytykiem ZRA, którą uważał za dyktaturę podobną do wcześniejszych rządów wojskowych w Syrii. Zarzucał Abdel Naserowi, że ten zrujnował wolnorynkową gospodarkę syryjską i demokratyczny system rządów. We wrześniu 1961 poparł zamach stanu Abd al-Karima an-Nahlawiego i podpisał deklarację o wystąpieniu Syrii ze ZRA, w której uznano Abdel Nasera za dyktatora, który zdławił w Syrii życie polityczne i sprzeniewierzył się ideałom panarabskim.
W 1962 al-Asali został po raz kolejny wybrany do parlamentu syryjskiego. Po zamachu stanu, jaki przeprowadził 8 marca 1963 Komitet Wojskowy partii Baas, jako polityk związany z obalonym prezydentem al-Kuwatlim został pozbawiony praw publicznych i stracił cały majątek. Wszystkie partie polityczne w Syrii zostały zdelegalizowane. Al-Asali pozostał w Damaszku, nie prowadząc już żadnej działalności publicznej.